# Jean Jenny
Jean Jenny (* im 19. oder 20. Jahrhundert; † Januar 1954) war ein Schweizer Schwimmer und Wasserballspieler.

## Karriere
Jenny nahm 1920 an den Olympischen Spielen in Antwerpen teil. Im Wettbewerb über 100 m Freistil scheiterte er hier als Fünfter seines Vorlaufs an der Halbfinalqualifikation. Mit der Schweizer Wasserballnationalmannschaft erreichte er den neunten Rang.